# Лесбос
Ле́сбос (греч. Λέσβος), также Митили́ни (Μυτιλήνη) — греческий остров в северо-восточной части Эгейского моря. Площадь — 1632,81 км². Это третий по величине остров Греции и восьмой по величине в Средиземном море после Сицилии, Сардинии, Кипра, Корсики, Крита, Майорки и Эвбеи. Главный город острова — Митилини. Глубоко врезающиеся в остров бухты Ерас и Калони с узкими входами делят остров на три части.

## Название
Плиний Старший перечисляет древние названия острова: Гимерте (Himerte — приятная, желанная), Ласия (Lasia — густо поросшая лесом), Pelasgia, Айгейра (Aegira — поросшая тополями), Айтиопа (Aethiope — сверкающая), Макария (Macaria — блаженная страна).

## История

Лесбос в древности

Древнейшие стоянки древнего человека на острове датируются возрастом 500—200 тыс. л. н.
Первые известные поселения (Ферми) на острове относятся к началу III тысячелетия до н. э.
Древнейший известный уроженец острова — поэт Терпандр (VIII век до н. э.).
В первой половине VI века до н. э. произошла Лесбийская война.
В конце VII и первой половине VI в. до н. э остров Лесбос был местом жизни и творческой деятельности нескольких знаменитых поэтов, в том числе Сапфо, Алкея и полулегендарного Ариона. Благодаря творчеству Сапфо с названием острова связывается происхождение термина «лесбийская любовь», означающего женскую гомосексуальную страсть.
Алкей, посвящавший Сапфо любовные стихи, в Александрийскую эпоху был включён в число Девяти лириков. Ввел в стихосложение особый стихотворный размер (Алкеева строфа), впоследствии заимствованный Горацием. Наряду с Горацием горячим почитателем таланта Алкея был Цицерон. Популярности Алкея в немалой степени способствовала афористичность его языка при передаче поэтических образов («По когтям узнают льва», «Истина в вине» и пр.). Помимо того, Алкей был известен и как борец сопротивления афинскому владычеству и местной тирании.
На острове Лесбос некоторое время жил Аристотель — перед тем, как стал придворным македонского царя Филиппа.
Предположительно во II веке на острове жил писатель Лонг, прославивший остров в своём романе «Дафнис и Хлоя».
В средние века остров был захвачен генуэзцами и перешёл во владение рода Гаттилузио, представители которого приняли титул архонтов острова Лесбос (1355—1462).
В 1462 году остров захватил османский султан Мехмед II. Один из участников турецкого завоевания Лесбоса, турок или отуреченный албанец Якуб-ага, получил землю в лесбосской деревне Бонова. Он стал купцом-судовладельцем (известным как Якуб-реис) и отцом знаменитых турецких пиратов Аруджа Барбароссы и Хайр-эд-дина Барбароссы (уроженцев Лесбоса).
В конце 1912 года, в ходе Первой балканской войны, остров был занят греческим  флотом под командованием Павлоса Кунтуриотиса и вошёл в состав Греции.

## Храмы и монастыри
- Кафедральный собор святого Афанасия в Митилини. Храм известен убранством, выполненным в поствизантийском стиле резьбы по дереву. В соборе находятся мощи мученика Феодора Византийского.
- Монастырь Архангела Михаила. Известен чудотворной иконой Архангела Михаила.
- Монастырь святого Рафаила. В монастыре находятся мощи мучеников Рафаила, Николая, Ирины и Олимпиады.
- Монастырь Лимонос. В годы турецкого владычества обитель была духовным и образовательным центром Лесбоса.
- Храм Успения Пресвятой Богородицы в Айясосе. В храме находится Айясская икона Пресвятой Богородицы, по преданию, написанная апостолом Лукой.

## Туризм
Главные пляжи расположены в Скала-Эресу, Митимне и Петре. В 3 км от города Митимна (древние Мефимны) расположен нудистский пляж Эфталу.